# Angistri
Angistri (griechisch Αγκίστρι (n. sg.), offiziell transliteriert Agistri, Aussprache [aɲˈɟistɾi ~ aˈɟistɾi]) ist eine kleine bewohnte griechische Insel, die zur Gruppe der Saronischen Inseln gehört. Gleichzeitig bildet sie eine selbständige Gemeinde im attischen Regionalbezirk Inseln.

## Geografie und Natur

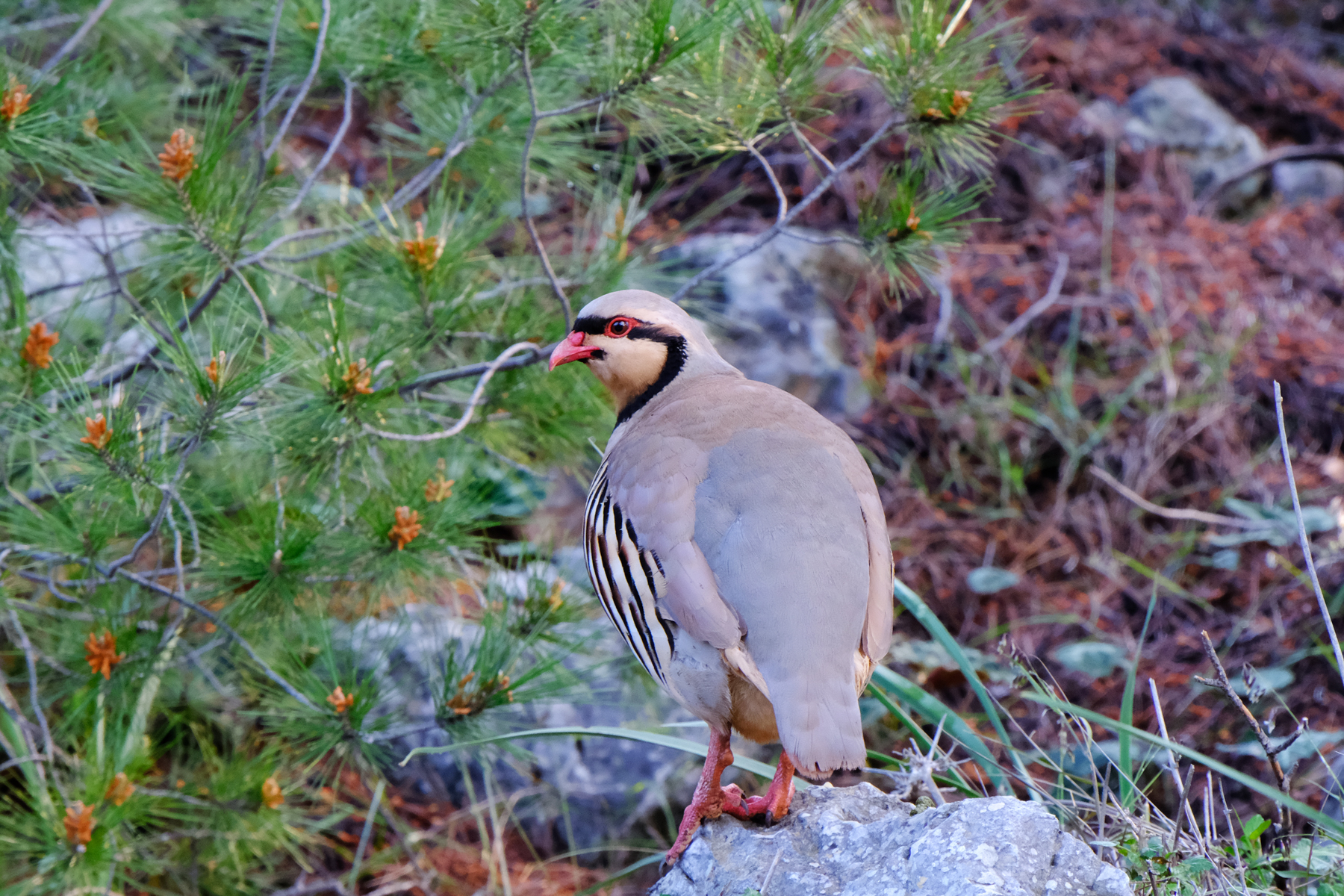
Steinhuhn im Wald auf Angistri

Die Insel liegt im Saronischen Golf etwa 35 Kilometer südwestlich von Piräus und sechs Kilometer südwestlich der Insel Ägina. Die Halbinsel Methana befindet sich sechs Kilometer südlich, das Festland des Peloponnes 14 Kilometer westlich. Angistri ist sechs Kilometer lang, bis zu drei Kilometer breit und hat eine Fläche von etwa 14 km². Das Inselinnere ist bewaldet und hügelig und erreicht eine Höhe von 294 Metern.
Die Pflanzenwelt umfasst Alpenveilchen, verschiedene Gräser und Distelarten, Thymian und Kapernsträuche. Auf Angistri leben einige kleinere Wildtiere, darunter Steinhühner. Die felsige Ostküste ist Brutstätte für Mauersegler. Bemerkenswert ist eine Population verwilderter Pfauen, die vor Generationen eingeführt wurden und seitdem frei um das am Berg gelegene Dorf Metochi leben.

## Geschichte und Gegenwart
Auf der schon in der Antike besiedelten Insel, die damals Kekryphaleia (Κεκρυφάλεια ‚geschmückter Kopf‘ (f. sg.)) genannt wurde, gibt es einige Ausgrabungsstätten. 459/8 v. Chr. kam es vor Kekryphaleia zu einer Seeschlacht zwischen Athener und peloponnesischen Schiffen, aus der die Athener siegreich hervorgingen. Im 19. Jahrhundert identifizierte man Angistri mit dem antiken Pityonesos (Πιτυόνησος ‚Pinieninsel‘ (f. sg.)). Selbst in den Regierungsblättern von König Otto wurde sie Pityonesus genannt. Heute leben etwa tausend Einwohner ständig auf der Insel; in den Sommermonaten kann sich die Einwohnerzahl leicht verdreifachen. Die Bewohner verteilen sich auf die beiden Hafenorte Skala und Megalochori (von Touristen auch Milos genannt) an der Nordküste, Metochi, etwas landeinwärts gelegen (wo es eine kleine Minderheit von Arvaniten gibt) und die Ortschaft Limenaria im Süden.

## Wirtschaft und Tourismus
Der noch vor wenigen Jahrzehnten dominierende Fischfang ist aufgrund der Überfischung und Verschmutzung der umliegenden Gewässer praktisch bedeutungslos geworden. Auch die Landwirtschaft mit dem Anbau von Oliven, Getreide und Obst sowie der Gewinnung von Retsina-Harz verliert an Bedeutung.
Der Tourismus hingegen wird immer wichtiger. Auch wenn Pauschaltourismus noch weitgehend unbekannt ist, wird die Insel nicht zuletzt aufgrund der Nähe zu Athen verstärkt von einheimischen Touristen besucht.
Der nächste Flughafen befindet sich bei Athen. Vom Hafen Piräus aus bestehen regelmäßige Fähr- und Tragflügelbootverbindungen nach Angistri über Ägina. Fähren fahren Skala an, Tragflügelboote Megalochori (in den Fahrplänen Myli oder Mylos genannt). Zwischen diesen beiden Orten verkehrt in der Saison ein Inselbus (nur in der Hochsaison auch nach Limenaria). Es gibt auch Taxis und Leihfahrräder, Wanderfreunde finden einige gepflegte Waldwege (Forstwege) vor.

## Bildergalerie

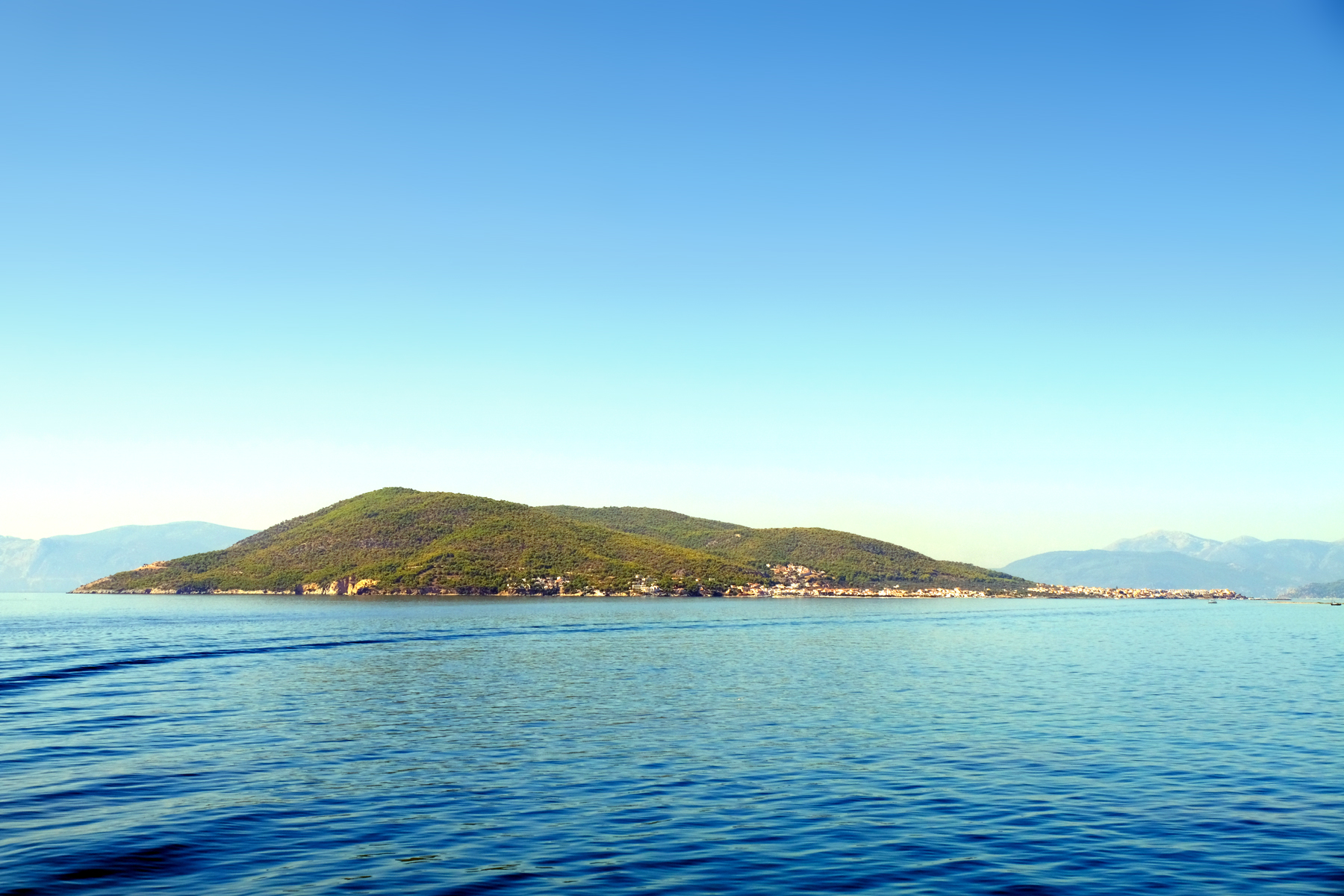
Angistri vom Meer aus gesehen
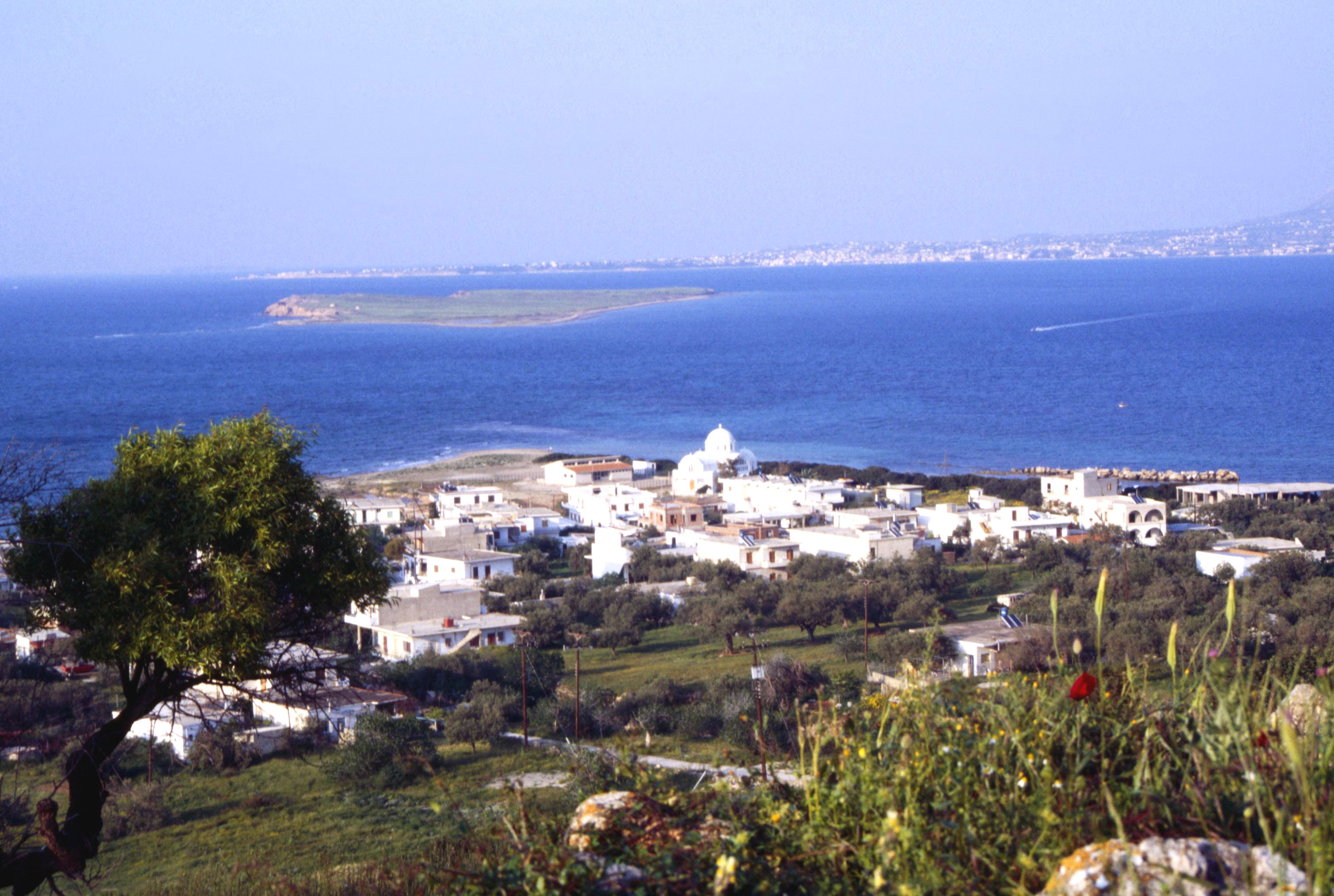
Blick auf Skala
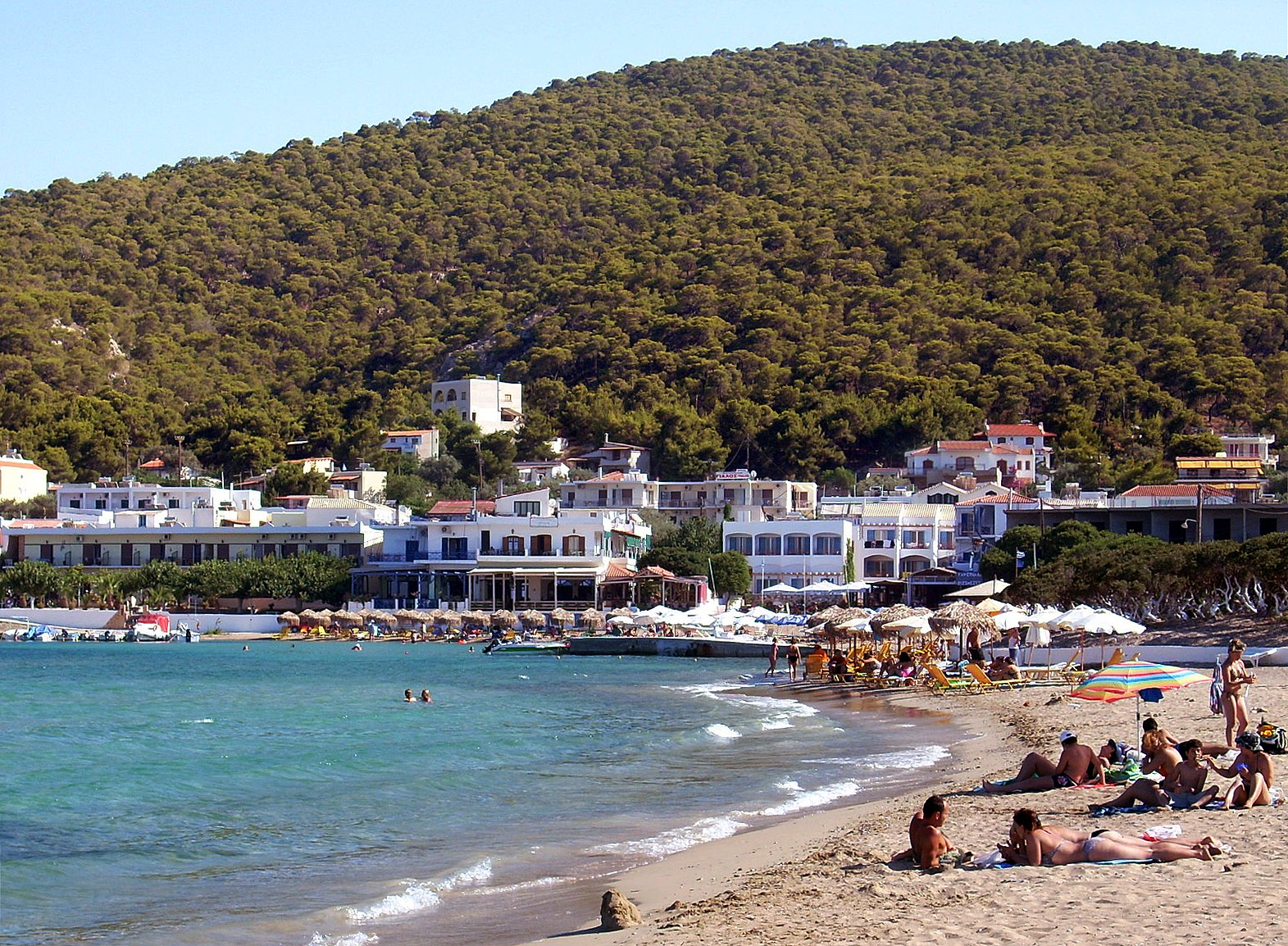
Der Sandstrand von Skala
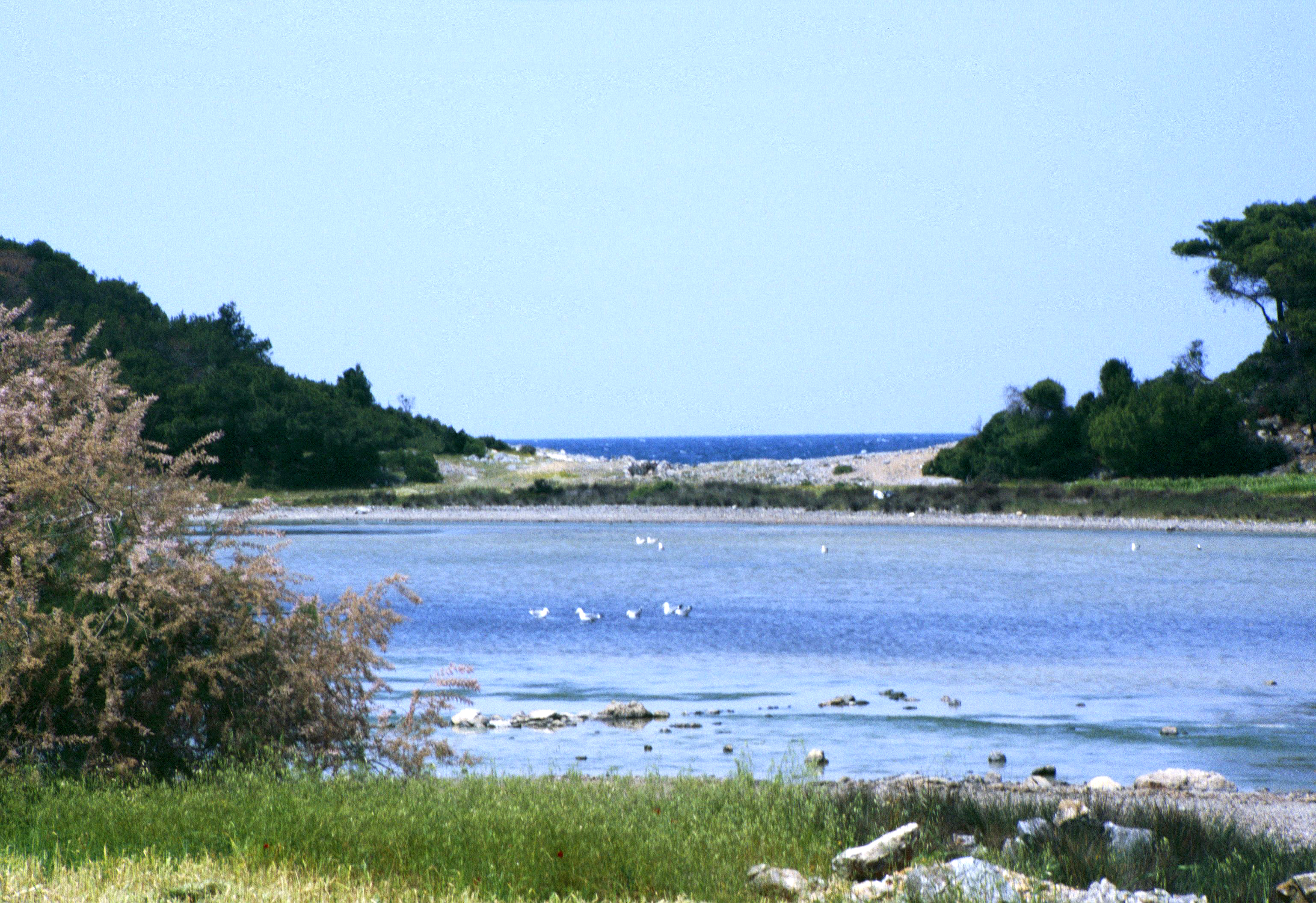
Bei Limenaria
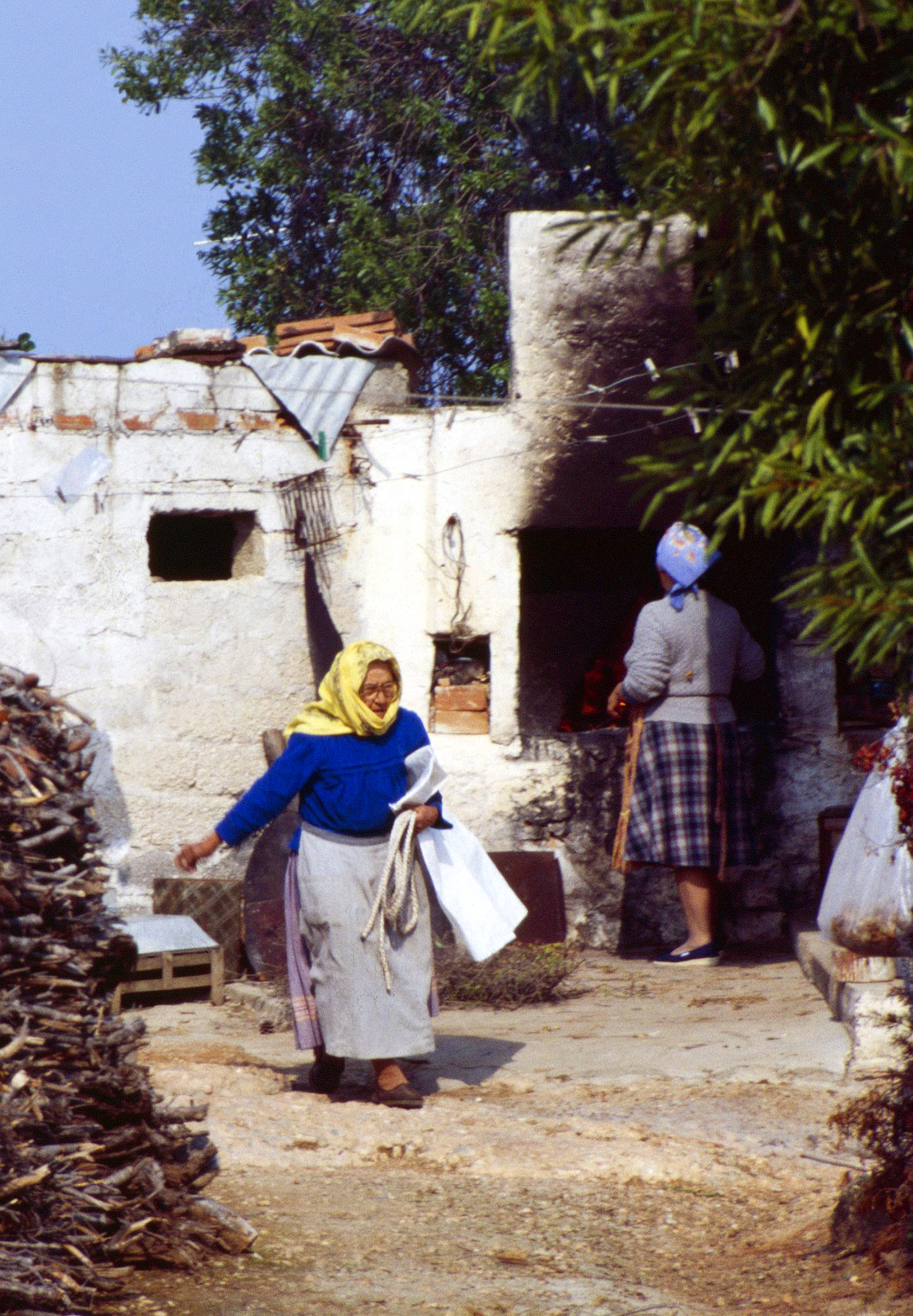
Gehöft in Milos
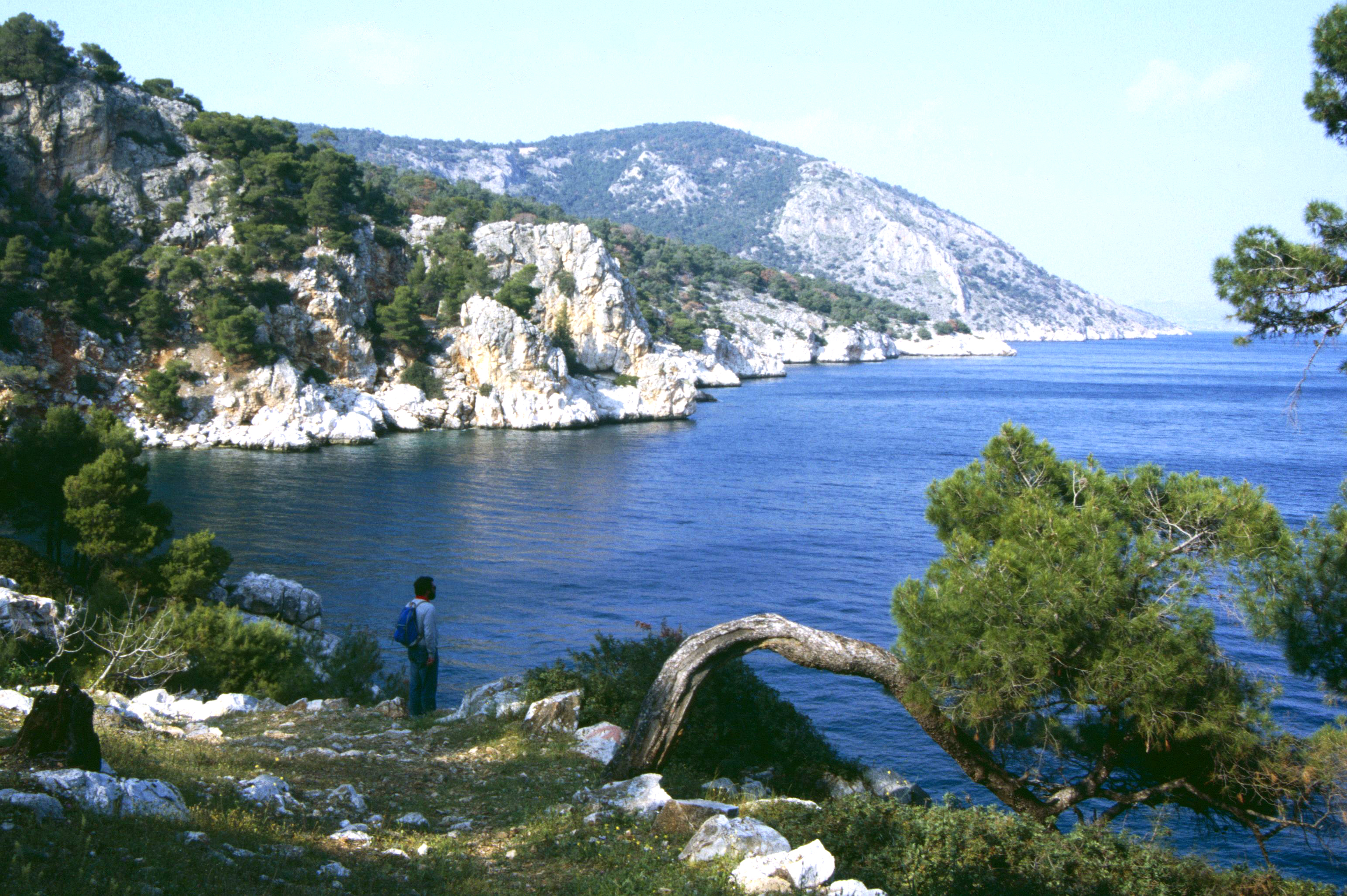
An der Küste